# Comuna Cotova, Drochia
Comuna Cotova este o comună din raionul Drochia, Republica Moldova. Este formată din satele Cotova (sat-reședință) și Măcăreuca.
Este una din cele mai mari comune din raionul Drochia. În 1970 la comuna Cotova a fost atașat satul Cartofleanca, care a fost desființat ca localitate separată. Sate vecine îi sunt de asemenea și Dărcăuți, Visoca.

## Demografie
Conform datelor recensământului din 2014, comuna are o populație de 2.954 de locuitori. La recensământul din 2004 erau 3.569 de locuitori.

## Administrație și politică
Componența Consiliului local Cotova (13 consilieri), ales la 5 noiembrie 2023, este următoarea:
|  | Partid                                        | Consilieri | Componență | Componență | Componență | Componență | Componență |
|  | --------------------------------------------- | ---------- | ---------- | ---------- | ---------- | ---------- | ---------- |
|  | Partidul Socialiștilor din Republica Moldova  | 5          |            |            |            |            |            |
|  | Partidul Schimbării                           | 3          |            |            |            |            |            |
|  | Partidul Acțiune și Solidaritate              | 2          |            |            |            |            |            |
|  | Partidul Comuniștilor din Republica Moldova   | 2          |            |            |            |            |            |
|  | Partidul Dezvoltării și Consolidării Moldovei | 1          |            |            |            |            |            |